# The Super Hero Squad Show
The Super Hero Squad Show (en Hispanoamérica: El Escuadrón de Superhéroes y en España: Super Hero Squad) es una serie de dibujos animados estadounidense de Marvel Animation y DPS Film Roman. Se basa en la línea de figuras de acción Marvel Super Hero Squad de Hasbro, que retratan a Los Vengadores, a los X-Men, y a varios otros personajes del Universo Marvel en una caricatura con un estilo de diseño reducido. La animación de la serie es producida por Film Roman, Ingenious Film Partners y Marvel Animation. Un juego en línea multijugador masivo basado en la serie fue lanzado en 2011.
La serie se estrenó en Teletoon de Canadá el domingo, 13 de septiembre de 2009 a las 8:30 a. m. como parte del bloque Action Force de la red.

## Argumento
Antes del comienzo de la serie, el malvado Doctor Doom, en la búsqueda de la dominación universal, ha estado intentando adquirir el poder sin límites en la realidad, a través de la Espada de Infinito. Es detenido por Iron Man, pero como consecuencia de la batalla, la espada se rompió en varios fractales, los cuales llueven sobre Ciudad Súper Héroe. La mayoría de los fragmentos, a veces, toman formas geométricas simples y sencillas.

## Personajes

### Héroes Principales
- Capitán América: Su arma es un escudo; su mayor enemigo es el Cráneo Rojo, el cual es descongelado en un episodio por el Doctor Doom; siempre que entra en acción, suele gritar "hop hop hop". En realidad, no es un miembro oficial del escuadrón, sino un agente de S.H.I.E.L.D; no vive con ellos en el helitransporte, sino en una fortaleza de S.H.I.E.L.D. Es quien vigila los fractales en dicha fortaleza. Le gustan las palomitas y es el Líder del escuadrón de Capitanes. Es el "Factor de Valor".
- Iron Man: es el líder del escuadrón. Posee una armadura con superpoderes. Él fue el responsable de la ruptura de la Espada de Infinito, cuando el Dr. Doom estaba a punto de conquistar el universo. Además, es el jefe de la corporación Stark; es el "Factor de Repulsión"; tiene inteligencia propia, y su grito de batalla es "Hero Up!"
- Hulk: Es un monstruo incomprensible. Es fácilmente conmovible. Él siempre está confundido en todo; detesta al dentista, el teléfono, los libros y en especial a Abominación. Fue conocido como el idiota del grupo, pero a veces se enoja mucho; es mucho más fuerte que La Mole/La Cosa. También defiende a Falcon de Miss Marvel, gritándole. Sus gritos son audibles en todo el mundo, y también tiene un apetito impresionante (según Silver Surfer). Él es el "Factor Fuerza" del Escuadrón.
- Falcon: Es el integrante más joven del escuadrón, eso sin contar a Reptil, su mejor amigo; tiene un halcón como mascota llamado Redwing; él se considera como «una persona que actúa como un loco de remate»; y le gusta hacer bromas, tanto a Hulk como a Reptil. Él es el "Factor Velocidad", y también el piloto del helitransporte en el que viven.
- Reptil: Es el integrante más joven, aunque está bajo la tutoría de Wolverine. Su habilidad de convertir partes de su cuerpo en la de dinosaurios se le atribuye a un fósil. Su mejor amigo es Falcon, y Ojo de Halcón solía molestarlo llamándole “bebito”. Originalmente tenía miedo, pero luego Wolverine le hace entrar en razón, y consigue superarlo. Le gusta que le asignen misiones peligrosas. Es bueno para cocinar. Él fue quien reemplazó a Wolverine cuando renunció al escuadrón, dejándolo a él como el "Factor Salvaje".
- Silver Surfer: Es el único extraterrestre de todo el escuadrón, por lo que le cuesta adaptarse a la Tierra. Sus ataques generalmente consisten en Energía Cósmica. Posee una tabla de surf, con la que puede volar; y una apariencia plateada, cada vez que se sorprende suele exclamar “cósmico”. Es el "Factor Energía" y su némesis es su anterior jefe, Galactus. A diferencia de Reptil, su recetario es algo raro y asqueroso, a tal grado, que ni siquiera el Doctor Doom lo soporta.
- Thor: Es un dios del trueno, proveniente de Asgard, y su arma es un martillo; es el hijo de Odín; es un tanto preocupado por su cabello rubio (de ahí viene el apodo “ricitos de oro”) y es algo narcisista; usa un lenguaje en tercera persona, un tanto extravagante; y se muestra enamorado de Valquiria. Su mayor enemigo es su hermano Loki. Es el "Factor Elemental".
- Wolverine: Integrante del escuadrón, también de los X-Men, y tutor de Reptil; su arma principal son sus poderosas garras, y puede soportar fuertes caídas, gracias a su exoesqueleto de Adamantium. Es algo malhumorado; suele gruñir cada vez que algo le molesta; y odia que lo llamen “lobito”. En un episodio, se separa del Escuadrón de Superhéroes y se une al Escuadrón de Capitanes, liderado por el Capitán América, donde es conocido como el “Capitán Canadá” (ya que Wolverine nació en Canadá). Posteriormente regresa al grupo. Es el "Factor Salvaje".
- Carol Danvers: Integrante del escuadrón, Ms. Marvel (conocida como Capitana Marvel en su próxima película) es capaz de volar y lanzar rayos fotónicos, también tiene súper fuerza y la capacidad de absorber energía, Ms. Marvel es el "Factor Fotónico".
- Bruja Escarlata: Conocida como Wanda Maximoff, es hija de Magneto y hermana de Quicksilver es la mejor amiga de Falcon y miembro del escuadrón. También es exmiembro de la Hermandad de Mutantes que lidera su padre.

### Héroes recurrentes
- Spider-Man: (solo en los videojuegos, ya que Sony, quien tiene los derechos del Hombre Araña, no lo permitió).
- War Machine: Máquina de Guerra, más conocido como el teniente coronel. James "Rhodey" Rhodes; no es miembro del escuadrón pero es el mejor amigo de Iron Man
- Dr. Extraño: Es un hechicero, que de vez en cuando, ayuda al Escuadrón en sus misiones. Cuando lo vieron, muchas veces se volvía chiflado.
- Wong
- Ant Man (El Hombre Hormiga/Dr. Hank Pym) creó las partículas Pym para encogerse y agrandarse su enemigo es el doctor Cabeza de Huevo.
- La Avispa (Wasp/Janet Van Dyne) es una miembro de los vengadores tiene la capacidad de encogerse y volar.
- Bucky fue el compañero del Capitán América.
- Ka-Zar
- Quicksilver (Pietro Maximoff) Hijo de Magneto y hermano de Wanda es un mutante con la capacidad de correr a super velocidad.
- Pantera Negra (Black Panther/T'Challa) es el rey de Wakanda
- Uatu el vigilante es el vigilante que vigila todo el multiverso.
- El Castigador es un Antiheroe que perdió a su familia y castiga a todos los criminales.
- Señor del Fuego
- Capitán Marvel
- She Hulk la prima de Hulk y Exnovia de Iron Man.

### Los 4 Fantásticos
- Sr. Fantástico (Dr. Reed Richards) es el Líder y tiene la capacidad de estirarse y es esposo de Sue.
- Mujer Invisible (Susan "Sue" Storm-Richards) la hermana Mayor de Johnny y esposa de Reed tiene la capacidad de volverse invisible y crear campos de Fuerza.
- La Antorcha Humana (Jonathan "Johnny" Storm) es el Hermano Menor de Sue tiene la capacidad de convertirse en fuego.
- La Mole (Benjamin "Ben" Grimm) es el Mejor Amigo  de Reed y tiene la apariencia de una Roca.
- H.E.R.B.I.E. (Asistente robot de Los 4 Fantásticos)

### Héroes de Alquiler
- Luke Cage
- Misty Knight
- Iron Fist

### X-Men
- Profesor X (Charles Xavier) es el director de la escuela tiene el poder de leer las mentes.
- Jean Grey tiene el poder de leer mentes así como telequinesis.
- Coloso (Piotr "Peter" Nikolaievitch Rasputín) tiene el poder de convertir toda su piel en acero.
- Cíclope (Scott Summers) es el novio de Jean usa lentes especiales para lanzar su rayos láser
- Hombre de Hielo (Bobby Drake) en un mutante con la capacidad de convertir su cuerpo en hielo.
- Storm (Ororo Munroe) tiene el poder lanzar rayos y tormentas.
- Rogue su habilidad es robar los poderes a otros superhéroes.
- Kitty Pride es una mutante con el poder de atravesar cosas.
- Lockheed el dragón mascota de Kitty Pride

### S.H.I.E.L.D.
- Nick Furia es el director de S.H.I.E.L.D
- Ojo de Halcón (Clinton "Clint" Barton) Es un agente de S.H.I.E.L.D es un héroe que tira flechas de diferentes variedades
- Black Widow (Natasha Romanoff) es una agente y una espía.
- Songbird (Melissa Gold)

### Escuadrón de Capitanes
- Capitán Australia
- Capitana Brasil
- Capitán Bretaña
- Capitán Liechtenstein
- Capitán Canadá (Wolverine lo adopta temporalmente)

### Asgardianos
- Odín
- Balder
- Heimdal
- Valquiria
- Sif

### Villanos Principales
- Dr. Doom: Es el villano principal de la serie. Doom es el líder de los villanos, y quiere apoderarse de los fractales de la Espada Infinito, para después conquistar el universo. Sus secuaces principales son M.O.D.O.K y Abominación; y ellos junto a otros villanos, deben recuperar los fractales antes que el escuadrón. Su rostro es desconocido: solo se le pueden ver sus ojos y a veces sus párpados.
- Abominación: Es el archienemigo de Hulk. También tiene radiación gamma. Cada vez que se encuentran, pelean; también es el compañero de M.O.D.O.K. Un episodio relata que Abominación le copia a Silver Surfer, hablando sobre la energía cósmica. Tampoco soporta a Loki.
- M.O.D.O.K.: Es el compañero de Abominación. Él se cree que es superior a todos, aunque muchas veces es peor que otros. Tiene una gran cabeza, contrastantes con sus brazos y piernas cortas; así que se desplaza, mediante una silla flotante. Puede disparar rayos láser desde la frente. Cuando pelea con Wolverine, es bastante común que este le entierre sus garras en su trasero metálico, mandándolo a volar.
- Thanos
- Dark Surfer: es la versión malévola de Silver Surfer. Aparece únicamente cuando Silver Surfer intenta agarrar la Espada Infinito.

### Otros Villanos
- Hombre Topo es un villano que vive en la tierra.
- Moloids
- Megatauro
- Tricéfalo
- Manoo
- Fin Fang Foom
- Equipo Tóxico (Pyro, Trapster "Pete" y Zzzax) son un equipo que ayudan a Doom a buscar los Fractales ellos Son Pyro un Mutante que lanza fuego pero no puede crearlo y usa un invento que tira fuego Zzzax un villano Eléctrico
- Cabeza de Huevo es el villano de Ant Man
- Sapo es un niño Mutante con la capacidad de estirar su lengua como un Sapo.
- Hombre Planta
- Escorpio (Nick Fury encubierto)
- Baron Mordo/Iron Menis es un Echicero y el enemigo del Doctor Strange.
- Doombots son los Robots de Doom.
- Gigantes de Hielo son de Jotunheim  y enemigos de Thor.
- Brigada de Demolición
- Mimi (Songbird encubierta)
- Melter
- Mystique es una Mutante con la capacidad de convertirse en cualquier persona.
- Dientes de Sable es un Mutante con instintos Felinos y miembro de la Hermandad del Mal de Magneto.
- Juggernaut es un Mutante con una increíble Fuerza un Casco que puede destruir muchas cosas
- Dínamo Carmesí
- Loki es el hermano Adoptivo de Thor y el dios del engaño.
- Encantadora es una bruja de Asgard y miembro del grupo de Doom.
- Skurge el Ejecutor es de Asgard y le es leal a la Encantadora
- Magneto (Erik Lensherr) es un mutante con la capacidad de generar y controlar los campos magnéticos Mentales y el padres de pietro y Wanda y fundador de la hermandad de Mutante fue amigo de Charles.
- Cráneo Rojo fue el enemigo del capitán América en la Segunda Guerra Mundial.
- Galactus es un devorador de mundos.
- Dormammu un demonio que vive en la dimensión Oscura.
- Seres sin Mente
- Skrulls son una raza alienígena que pueden tomar la forma de cualquier persona y son enemigos de los Kree.
- Super-Skrull un Skrull modificado geneticamente para copiar el poder de todos los héroes es el enemigo de los 4 Fantásticos.
- Skrull, el estafador
- Ringmaster
- Klaw

## La Espada Infinito
Es el arma más poderosa del universo que no debe caer manos equivocadas. Con la espada se puede conquistar el universo. Doom estaba a punto de conquistarlo hasta que Iron Man la destruyó en muchos pedazos y los fractales están cayendo aún sobre toda Ciudad Súper Héroe (que es una parodia de la Ciudad de Nueva York). Al final de la primera temporada durante la pelea contra Galactus, se revela que la espada solo es útil cuando se usa en conjunto con el Guantelete del Infinito.

## Episodios
Artículo principal: Anexo:Episodios de El escuadrón de superhéroes

## Producción
Los productores ejecutivos del show de Alan Fine, Simon Philips, y Rollman Eric, con
Joe Quesada y Stan Lee como coproductores ejecutivos. Cort Lane es productor supervisor. Mitch Schauer, creador de la serie de Nickelodeon: Los castores cascarrabias, es el director supervisor de la serie y diseñador de personajes. Matt Wayne es el editor de la historia y el escritor principal. Otros autores incluyen a Michael Ryan, Nicole Dubuc, Atul N. Rao, el Hijo de Eugene, Krieg Santiago y Mark Hoffmeier. El escritor de canciones, Parry Gripp compuso el tema musical.

## Elenco

### Hispanoamérica
| Personaje                     | Actor de doblaje                     |
| ----------------------------- | ------------------------------------ |
| Capitán América               | Óscar Flores (Temporada 1)           |
| Capitán América               | Raúl Anaya (Temporada 2)             |
| Thor                          | Salvador Delgado (Temporada 1)       |
| Thor                          | Dafnis Fernández (Temporada 2)       |
| Ms. Marvel                    | Karla Falcón                         |
| Iron Man                      | Miguel Ángel Leal                    |
| Hulk                          | Octavio Rojas                        |
| Falcon                        | Luis Alfonso Mendoza                 |
| Reptil                        | Bruno Coronel                        |
| Silver Surfer                 | Manuel Campuzano                     |
| Wolverine                     | Andrés Gutiérrez Coto                |
| La Mole                       | Salvador Reyes                       |
| Johnny Storm                  | Carlos Hernández                     |
| Dr. Doom                      | Kaihiamal Martínez                   |
| Abominación                   | Salvador Reyes                       |
| Thanos                        | José Luis Orozco                     |
| M.O.D.O.K.                    | Alan Prieto                          |
| Magneto                       | Alejandro Ortega                     |
| Nick Fury                     | Rodrigo Carralero                    |
| Avispa                        | Mayra Arellano                       |
| Melter                        | Raúl Anaya                           |
| Sapo                          | Eduardo Garza                        |
| Dr. Strange                   | Juan Alfonso Carralero               |
| Luke Cage                     | Christian Strempler                  |
| Misty Knight                  | Xóchitl Ugarte                       |
| Máquina de Guerra             | Igor Cruz                            |
| Sif                           | Gaby Ugarte                          |
| Loki                          | Rafael Pacheco                       |
| Cabeza de Huevo               | Alfonso Ramírez                      |
| Hombre Hormiga                | José Gilberto Vilchis                |
| Capitana Brasil               | Liliana Barba                        |
| Sr. Fantástico                | Roberto Mendiola (Temporada 1)       |
| Sr. Fantástico                | Ricardo Méndez (Temporada 2)         |
| Mujer Invisible               | María Fernanda Morales (Temporada 1) |
| Mujer Invisible               | Gaby Ugarte (Temporada 2)            |
| Mystique y Viuda Negra        | Carola Vázquez                       |
| Ojo de Halcón                 | Raúl Anaya                           |
| Ejecutor                      | Gerardo Reyero                       |
| Valquiria                     | Rebeca Patiño                        |
| Encantadora                   | Irina Índigo                         |
| Odín                          | Jaime Vega (Temporada 1)             |
| Odín                          | Alfonso Ramírez (Temporada 2)        |
| Dínamo Carmesí                | René García                          |
| Alcalde de Ciudad Super Héroe | Gabriel Pingarrón                    |
| Ka-Zar                        | Sergio Gutiérrez Coto (Temporada 1)  |
| Ka-Zar                        | Carlo Vázquez (Temporada 2)          |
| Quicksilver                   | Carlo Vázquez (Temporada 1)          |
| Quicksilver                   | Arturo Castañeda (Temporada 2)       |
| Profesor X                    | Jorge Santos                         |
| Jean Grey                     | Gaby Ugarte                          |
| Coloso                        | Gabriel Ortiz                        |
| Iceman                        | Irwin Daayán                         |
| Bruja Escarlata               | Laura Torres (Temporada 1)           |
| Bruja Escarlata               | Marisol Romero (Temporada 2)         |
| Ronan el Acusador             | Juan Carlos Tinoco                   |
| Calavera Roja                 | Pedro D'Aguillón Jr. (Temporada 1)   |
| Calavera Roja                 | Jorge Santos (Temporada 2)           |
| Galactus                      | Raúl Anaya (Temporada 1)             |
| Galactus                      | Enrique Cervantes (Temporada 2)      |
| Bulldozer                     | Guillermo Rojas                      |
| Títulos / Insertos            | Salvador Delgado (Temporada 1)       |
| Títulos / Insertos            | Gerardo García (Temporada 2)         |

## En otros medios
- Aparecieron en la primera temporada de Ultimate Spider-Man, episodio 5, "El Vuelo de la Araña de Hierro", cuando Spider-Man probó un portal que fue a ese universo reducido y también enviaron ahí al Láser Viviente.